# كارين بروس
كارين بروس (بالإنجليزية: Karen Bruce)‏ هي مصممة رقص بريطانية، ولدت في 25 مارس 1963 في Billericay ‏ في المملكة المتحدة.

## وصلات خارجية
- كارين بروس على موقع IMDb (الإنجليزية)